# 프린터

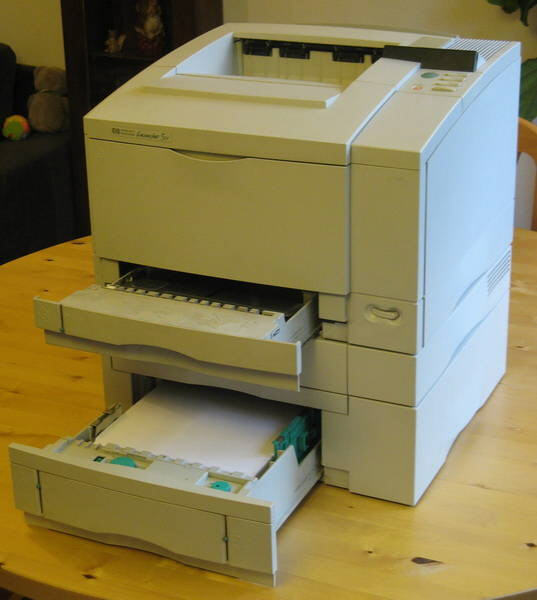
HP 레이저젯 5 프린터

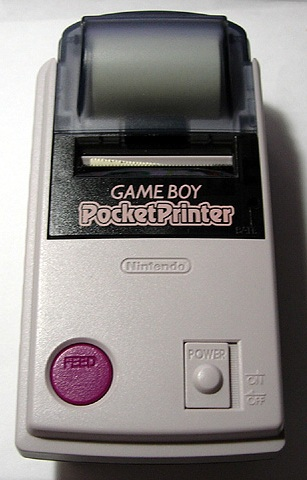
닌텐도 게임보이의 주변 기기로 출시된 감열식 프린터인 게임 보이 포켓 프린터

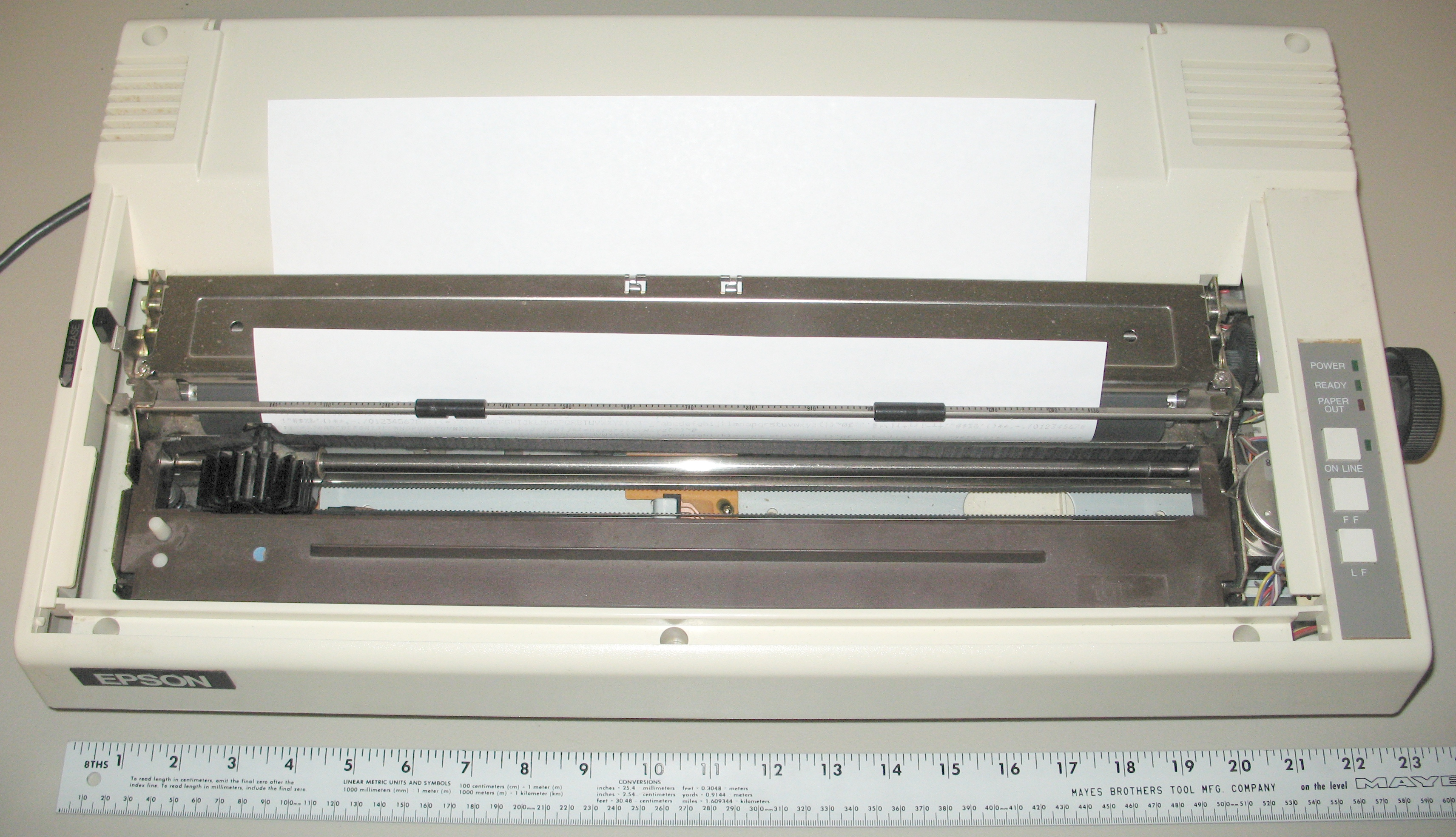
폭 용지를 위해 설계된 와이드 캐리지 도트 매트릭스 프린터의 예시이며, 리갈 용지를 보여준다. 와이드 캐리지 프린터는 종종 비즈니스 분야에서 트랙터 피드 용지에 회계 기록을 인쇄하는 데 사용되었다. 이들은 "132컬럼 프린터"라고도 불렸다.

프린터(영어: printer, 순화 용어: 인쇄기)는 그것이 연결된 컴퓨터에 저장된 데이터의 하드 카피(복사본, 보통 종이에 인쇄되는 텍스트 혹은 그래픽)를 만드는 컴퓨터 출력 장치이다. 대한민국에서는 프린터기라는 말도 쓰이지만 "프린터"라는 용어 자체가 "인쇄하는 기계"라는 뜻이 되므로 이는 잘못된 표현이다. 과거에는 전사 프린터, 도트 매트릭스 프린터 등이 쓰였으나, 현재는 잉크젯 프린터, 레이저 프린터가 널리 쓰인다.
한편, 넓은 의미에서는 PDF 프린터와 같은 종이 인쇄 출력물이 아닌 전자문서 출력물을 출력하는 가상의 프린터 에뮬레이터도 프린터의 정의에 포함된다.

## 역사
최초의 컴퓨터 프린터는 19세기 찰스 배비지의 차동기관용 기계 구동 장치였다. 그러나 그의 기계식 프린터 디자인은 2000년이 되어서야 완성되었다.
마킹 매체를 기록 매체, 특히 정전식 잉크 장치에 적용하기 위한 최초의 특허받은 인쇄 메커니즘과 수신 매체의 제어된 영역에 잉크를 정전식으로 증착하는 방법은 1962년 텔레타이프 코퍼레이션의 C. R. 윈스턴에 의해 연속 잉크젯 인쇄를 사용하여 이루어졌다. 잉크는 뉴욕주 로체스터의 필립스 프로세스 컴퍼니에서 클리어 프린트(Clear Print)라는 명칭으로 제조한 빨간색 스탬프 패드 잉크였다. 이 특허(US3060429)로 인해 1966년 후반에 텔레타이프 잉크트로닉(Teletype Inktronic) 프린터 제품이 고객에게 인도되었다.
최초의 작고 가벼운 디지털 프린터는 일본 회사인 엡손이 발명하고 1968년에 출시한 EP-101이라고 엡손이 밝혔다.
최초의 상업용 프린터는 일반적으로 전기 타자기와 텔레타이프 기계의 메커니즘을 사용했다. 더 빠른 속도에 대한 요구로 인해 특별히 컴퓨터 사용을 위한 새로운 시스템이 개발되었다. 1980년대에는 타자기와 유사한 데이지 휠 시스템, 유사한 출력을 생성하지만 훨씬 더 빠른 속도를 제공하는 라인 프린터, 텍스트와 그래픽을 혼합할 수 있지만 상대적으로 낮은 품질의 출력을 생성하는 도트 매트릭스 시스템이 있었다. 플로터는 청사진과 같은 고품질 라인 아트가 필요한 작업에 사용되었다.
1984년 최초의 HP 레이저젯과 함께 저가형 레이저 프린터가 출시되고 다음 해 애플 레이저라이터에 포스트스크립트가 추가되면서 탁상출판으로 알려진 인쇄 분야의 혁명이 시작되었다. 포스트스크립트를 사용하는 레이저 프린터는 도트 매트릭스 프린터처럼 텍스트와 그래픽이 혼합되어 있지만 이전에는 상업용 조판 시스템에서만 사용할 수 있었던 품질 수준이었다. 1990년에는 전단지나 브로셔와 같은 대부분의 간단한 인쇄 작업이 이제 개인용 컴퓨터에서 생성된 다음 레이저로 인쇄되었다. 값비싼 오프셋 인쇄 시스템이 폐품으로 버려지고 있었다. 1988년 HP 데스크젯은 유연성 측면에서 레이저 프린터와 동일한 이점을 제공했지만 훨씬 저렴한 메커니즘으로 인해 (용지에 따라) 다소 낮은 품질의 출력물을 생산했다. 잉크젯 시스템은 시장에서 도트 매트릭스 및 데이지 휠 프린터를 빠르게 대체했다. 2000년대에는 이런 종류의 고품질 프린터가 100달러 이하로 떨어졌고 일반화되었다.
1990년대부터 2000년대까지 인터넷 이메일의 급속한 발전으로 인해 문서 이동 수단으로 인쇄의 필요성이 크게 대체되었으며 신뢰할 수 있는 다양한 저장 시스템으로 인해 "물리적인 백업"은 오늘날 거의 이점이 없다.
2010년경부터 3차원 인쇄는 뜨거운 관심 분야가 되었고, 브로셔 제작에 필요한 초기 레이저 프린터와 같은 노력으로 실제 물체를 만들 수 있게 되었다. 2020년대부터 저렴한 3D 프린터 키트가 풍부해 3D 프린팅이 광범위한 취미가 되었으며, 가장 일반적인 공정은 융합 필라멘트 제조(Fused filament fabrication)이다.

## 유형

### 개인용 프린터
개인용 프린터는 주로 개인 사용자를 지원하도록 설계되었으며, 단일 컴퓨터에만 연결될 수 있다. 이 프린터들은 적은 양의 단기 인쇄 작업을 위해 설계되었으며, 주어진 문서의 하드 카피를 생성하는 데 최소한의 설정 시간이 필요하다. 이들은 일반적으로 분당 6에서 약 25페이지(ppm)의 느린 속도를 가지며, 페이지당 비용이 비교적 높다. 그러나 이는 온디맨드 편의성으로 상쇄된다. 일부 프린터는 메모리 카드나 디지털 카메라 및 스캐너에 저장된 문서를 인쇄할 수 있다.

### 네트워크 프린터
네트워크 또는 공유 프린터는 "고용량, 고속 인쇄를 위해 설계되었다." 이들은 일반적으로 네트워크상의 많은 사용자에 의해 공유되며 분당 45에서 약 100페이지의 속도로 인쇄할 수 있다. 제록스 9700은 분당 120페이지를 달성할 수 있었다.
ID 카드 프린터는 플라스틱 ID 카드를 인쇄하는 데 사용된다. 이제 홀로그램 오버레이, 홀로코트, 워터마크와 같은 중요한 기능으로 맞춤 설정할 수 있다. 이것은 직접 카드 프린터(더 실현 가능한 옵션) 또는 재전송 프린터이다.

### 가상 프린터
가상 프린터는 사용자 인터페이스와 API가 프린터 드라이버와 유사하지만 물리적인 컴퓨터 프린터에 연결되어 있지 않은 컴퓨터 프로그램의 한 종류이다. 가상 프린터는 아카이브 목적으로 또는 다른 프로그램의 입력으로 인쇄될 데이터의 이미지를 파일로 생성하는 데 사용될 수 있으며, 예를 들어 PDF를 만들거나 다른 시스템 또는 사용자에게 전송하는 데 사용될 수 있다.

### 바코드 프린터
바코드 프린터는 바코드 라벨이나 태그를 인쇄하기 위한 컴퓨터 주변기기로, 물리적 객체에 부착하거나 직접 인쇄할 수 있다. 바코드 프린터는 일반적으로 배송 전 상자를 라벨링하거나 소매 품목에 UPC 또는 EAN을 라벨링하는 데 사용된다.

### 3D 프린터

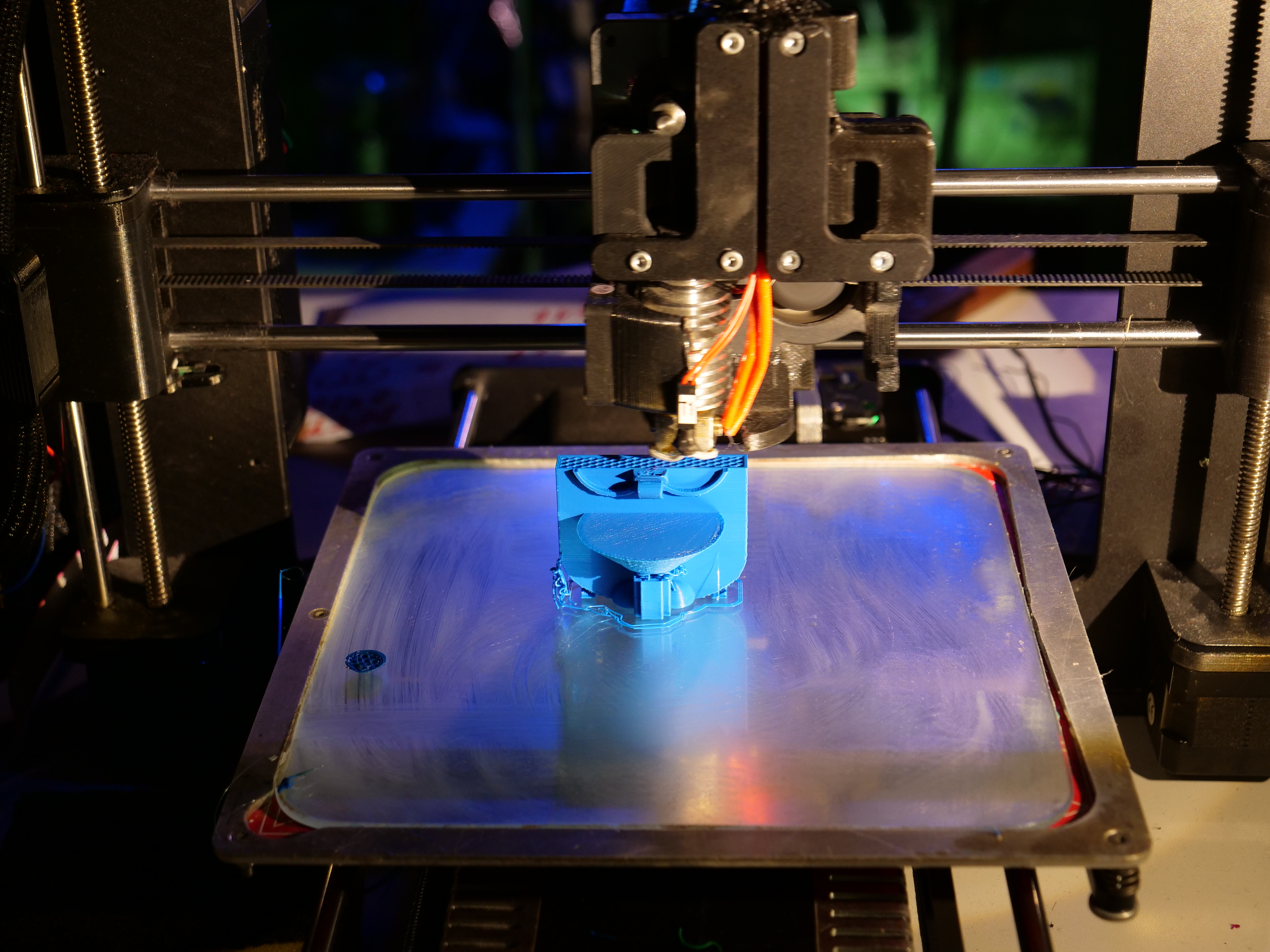
3D 프린터

3D 프린터는 컴퓨터 제어 하에 재료(플라스틱, 금속, 식품, 시멘트, 목재 및 기타 재료 포함)의 연속적인 층이 증착되는 적층 공정을 통해 3D 모델 또는 다른 전자 데이터 소스로부터 3차원 객체를 만드는 장치이다. 이는 종이에 잉크 층을 증착하는 유사한 과정을 통해 2차원 문서를 생산하는 잉크젯 프린터와의 유추를 통해 프린터라고 불린다.

### ID 카드 프린터
카드 프린터는 단일 카드 공급기가 있는 전자 데스크톱 프린터로, 플라스틱 카드를 인쇄하고 개인화한다. 이 점에서 이들은 연속 공급 피드를 가진 라벨 프린터와 다르다. 카드 치수는 일반적으로 ISO/IEC 7810에 따라 ID-1로 표준화된 85.60 × 53.98 mm이다. 이 형식은 EC-카드, 전화카드, 신용카드, 자동차 운전면허 및 건강 보험 카드에도 사용된다. 이는 일반적으로 은행 카드 형식으로 알려져 있다. 카드 프린터는 해당 프린터 드라이버 또는 특정 프로그래밍 언어를 통해 제어된다. 일반적으로 카드 프린터는 라미네이팅, 스트라이핑 및 펀칭 기능과 데스크톱 또는 웹 기반 소프트웨어를 사용하도록 설계된다. ID 카드는 일반적으로 PVC 플라스틱으로 만들어지고 라미네이팅 및 펀칭이 필요하므로 카드 프린터의 하드웨어 기능은 기존 프린터와 다르다. 다른 카드 프린터는 다른 카드 두께와 치수를 수용할 수 있다.
거의 모든 카드 프린터의 원리는 동일하다. 플라스틱 카드는 컬러 리본과 동시에 감열 인쇄 헤드를 통과한다. 리본의 색상은 인쇄 헤드에서 나오는 열을 통해 카드에 전사된다. 카드 인쇄의 표준 성능은 300dpi(인치당 300도트, 1mm당 11.8도트에 해당)이다. 세부 사항이 다른 여러 인쇄 공정이 있다:
열 전사주로 미리 인쇄된 플라스틱 카드를 모노크롬으로 개인화하는 데 사용된다. 색상은 (모노크롬) 컬러 리본에서 "전사"된다.
염료 승화이 공정은 CMYK 컬러 리본에 따라 4개의 컬러 패널을 사용한다. 인쇄될 카드는 해당 리본 패널과 함께 인쇄 헤드 아래를 여러 번 통과한다. 각 색상은 차례로 카드에 직접 확산(승화)된다. 따라서 카드에 높은 색상 깊이(최대 1600만 색상)를 생성할 수 있다. 그 후 투명 오버레이(O), 즉 탑코트(T)가 카드 위에 놓여 기계적 마모로부터 보호하고 인쇄된 이미지를 UV 저항성으로 만든다.
역상 기술접촉 및 비접촉식 스마트 칩 카드를 사용하는 고보안 카드 애플리케이션의 표준이다. 이 기술은 열과 압력을 통해 카드 표면에 융합되는 특수 필름의 밑면에 이미지를 인쇄한다. 이 공정은 염료와 레진을 부드럽고 유연한 필름에 직접 전사하므로 인쇄 헤드가 카드 표면 자체에 닿지 않는다. 따라서 스마트 칩, 내부 RFID 안테나로 인한 융기, 이물질과 같은 카드 표면의 방해는 인쇄 품질에 영향을 미치지 않는다. 심지어 가장자리 위로 인쇄하는 것도 가능하다.
열 재기록 인쇄 공정대부분의 다른 카드 프린터와 달리 열 재기록 공정에서는 컬러 리본을 사용하여 카드를 개인화하는 것이 아니라 카드 자체 내의 열에 민감한 포일을 활성화하여 개인화한다. 이 카드들은 반복적으로 개인화, 삭제, 재기록될 수 있다. 이들의 가장 빈번한 사용은 매 학기 유효성이 변경되는 칩 기반 학생증이다.
일반적인 인쇄 문제많은 인쇄 문제는 카드 재료 자체의 물리적 결함, 예를 들어 기계에 공급되는 카드의 변형이나 휘어짐으로 인해 발생한다. 인쇄 불규칙성은 칩 또는 안테나 내장으로 인해 플라스틱 두께가 변경되고 프린터의 효율성에 방해가 되어 발생할 수도 있다. 다른 문제는 종종 조작자 오류로 인해 발생하며, 예를 들어 사용자가 호환되지 않는 카드를 카드 프린터에 공급하려고 시도하는 경우, 다른 인쇄 결함은 카드 또는 프린터 내의 먼지 또는 오염 물질과 같은 환경적 이상으로 인해 발생할 수 있다. 역전사 프린터는 직접 카드 프린터보다 일반적인 인쇄 문제에 덜 취약하다. 이 프린터에서는 카드가 인쇄 헤드와 직접 접촉하지 않기 때문이다.

#### 종류
크게 보아 카드 프린터에는 세 가지 주요 유형이 있으며, 주로 카드에 인쇄하는 방식에 따라 다르다. 다음과 같다:
가장자리에 가깝게이 용어는 카드 프린터에서 가장 저렴한 인쇄 유형을 나타낸다. 이 프린터는 카드 용지의 가장자리에서 최대 5 mm까지 인쇄한다.
카드에 직접"에지 투 에지 인쇄"라고도 한다. 인쇄 헤드가 카드에 직접 닿는다. 이 인쇄 유형은 현재 가장 인기가 많으며, 주로 비용 요인 때문이다. 오늘날 대부분의 신분증 프린터는 이 유형이다.
역전사"고화질 인쇄" 또는 "가장자리 넘는 인쇄"라고도 한다. 인쇄 헤드는 전사 필름에 뒤집어 인쇄하고(따라서 역전사), 인쇄된 필름은 강한 열로 카드에 롤링된다(따라서 전사). "가장자리 넘는"이라는 용어는 프린터가 필름에 인쇄할 때 "번짐"이 있고, 카드에 롤링될 때 번짐이 카드의 가장자리 전체로 확장되어 테두리가 남지 않기 때문이다.
다양한 ID 카드 프린터는 서로 다른 비즈니스 환경을 지원하고 보안 이니셔티브를 지원하기 위해 다양한 인코딩 기술을 사용한다. 알려진 인코딩 기술은 다음과 같다:
접촉식 스마트 카드접촉식 스마트 카드는 RFID 기술을 사용하며 입출 또는 정보 전송을 등록하기 위해 전도성 플레이트에 직접 접촉해야 한다. 명령, 데이터 및 카드 상태의 전송은 두 물리적 접점 사이에 유지된다.
비접촉식 스마트 카드비접촉식 스마트 카드는 라디오 주파수를 통해 터미널과 통신하면서 데이터를 저장하고 처리할 수 있는 집적 회로를 갖는다. 접촉식 스마트 카드와 달리 비접촉식 카드는 라디오파를 통해 전사할 수 있는 지능형 재기록 가능 마이크로칩을 특징으로 한다.
HiD 근접HID의 근접 기술은 사용되는 근접 판독기 유형에 따라 4"에서 24"인치(10 cm에서 60.96 cm)의 카드 또는 키 태그 판독 범위를 제공하면서 빠르고 정확한 판독을 가능하게 한다. 이 카드 및 키 태그는 판독기와의 물리적 접촉이 필요 없으므로 사실상 유지 보수 및 마모가 없다.
ISO 자기 띠자기 띠 카드는 카드에 있는 자기 재료 띠에 있는 작은 철 기반 자기 입자의 자기를 수정하여 데이터를 저장할 수 있는 카드 유형이다. 스와이프 카드 또는 마그스트라이프라고도 불리는 자기 띠는 물리적 접촉과 자기 판독 헤드를 스와이프하여 읽는다.

#### 소프트웨어
카드 프린터 소프트웨어는 기본적으로 두 가지 범주로 나뉜다: 데스크톱 기반과 웹 기반(온라인). 둘 사이의 가장 큰 차이점은 고객이 식별 카드를 인쇄할 수 있는 프린터를 네트워크에 가지고 있는지 여부이다. 기업이 이미 ID 카드 프린터를 소유하고 있다면 데스크톱 기반 배지 제작기가 필요에 적합할 것이다. 일반적으로 직원 이직률이 높은 대규모 조직은 자체 프린터를 보유하고 있다. 회사가 ID를 즉시 만들어야 하는 경우에도 데스크톱 기반 배지 제작기가 필요하다. 이에 대한 예시는 접근이 제한된 사설 건설 현장이다. 그러나 회사가 필요한 기능을 갖춘 로컬(또는 네트워크) 프린터를 아직 가지고 있지 않다면 웹 기반 옵션이 아마도 더 저렴한 솔루션일 것이다. 웹 기반 솔루션은 급속한 성장을 예상하지 않는 소규모 기업이나 카드 프린터를 구입할 여유가 없거나 설정 및 사용법을 배울 자원이 없는 조직에 적합하다. 일반적으로 데스크톱 기반 솔루션은 소프트웨어, 데이터베이스(또는 스프레드시트)를 포함하며 단일 컴퓨터 또는 네트워크에 설치할 수 있다.

##### 다른 옵션
카드를 인쇄하는 기본 기능 외에도 카드 프린터는 자기 띠와 접촉 및 비접촉 RFID 칩 카드(스마트카드)를 읽고 인코딩할 수 있다. 따라서 카드 프린터는 플라스틱 카드의 시각적 및 논리적 인코딩을 가능하게 한다. 플라스틱 카드는 인쇄 후 라미네이팅할 수도 있다. 플라스틱 카드는 내구성을 크게 높이고 위조 방지 수준을 높이기 위해 인쇄 후 라미네이팅된다. 일부 카드 프린터에는 양면을 동시에 인쇄하는 옵션이 제공되어 인쇄 시간을 줄이고 오류 여유를 줄일 수 있다. 이러한 프린터에서는 ID 카드의 한 면이 인쇄된 다음 카드가 뒤집기 스테이션에서 뒤집혀 다른 면이 인쇄된다.

##### 응용 프로그램
시간 관리 및 출입 통제(특히 사진 개인화 포함)의 전통적인 용도 외에도 플라스틱 카드는 무수히 많은 다른 용도로 사용되어 왔다. 예를 들어 맞춤형 고객 및 회원 카드, 스포츠 티켓팅, 지역 대중교통 시스템의 정기권 생산, 학교 및 대학 신분증 생산, 그리고 국가 ID 카드 생산 등이 있다.

## 기술
인쇄 기술의 선택은 프린터 비용 및 작동 비용, 속도, 문서 품질 및 영구성, 소음에 큰 영향을 미친다. 일부 프린터 기술은 먹지 또는 투명 용지와 같은 특정 유형의 물리적 매체와 호환되지 않는다.
프린터 기술의 두 번째 측면은 종종 잊혀지는 변경 저항성이다. 잉크젯 헤드 또는 직물 리본에서 나오는 액체 잉크는 종이 섬유에 흡수되므로 액체 잉크로 인쇄된 문서는 종이 표면 아래로 침투하지 않는 토너 또는 고체 잉크로 인쇄된 문서보다 변경하기가 더 어렵다.
수표는 액체 잉크로 인쇄하거나 토너가 잘 부착되는 특수 수표 용지에 인쇄하여 변경 사항을 감지할 수 있다. 수표의 기계 판독 가능한 하단 부분은 MICR 토너 또는 잉크를 사용하여 인쇄되어야 한다. 은행 및 기타 청산 기관은 이러한 특수 인쇄된 문자의 자기 선속에 의존하는 자동화 장비를 사용하여 올바르게 작동한다.

### 최신 인쇄 기술
다음 인쇄 기술은 최신 프린터에서 일반적으로 사용된다:

#### 레이저 프린터 및 기타 토너 기반 프린터
레이저 프린터는 고품질 텍스트와 그래픽을 빠르게 생성한다. 디지털 복사기 및 복합기(MFP)와 마찬가지로 레이저 프린터는 건식 인쇄 공정을 사용하지만, 아날로그 복사기와는 달리 이미지가 프린터의 감광체를 가로지르는 레이저 빔의 직접 스캔에 의해 생성된다는 점에서 다르다.
또 다른 토너 기반 프린터는 LED 어레이를 사용하여 인쇄 드럼에 토너 접착을 유도하는 LED 프린터이다.

#### 액체 잉크젯 프린터

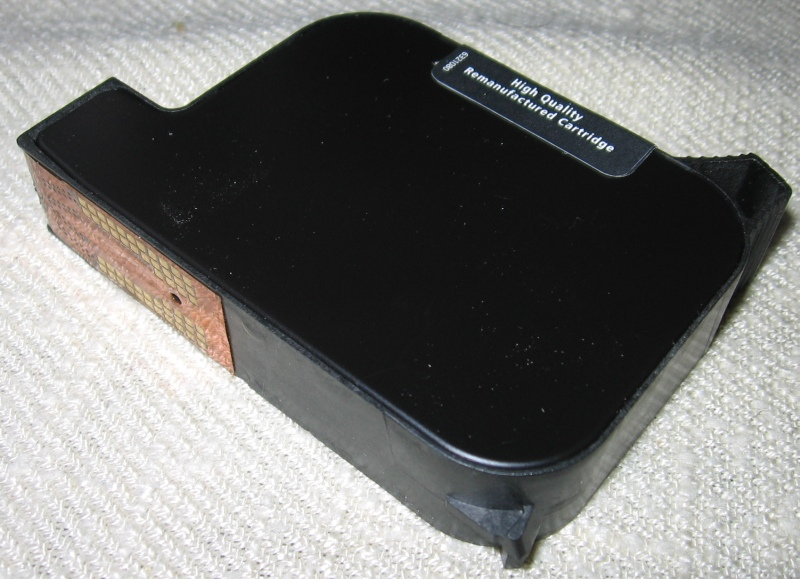
휴렛 팩커드 HP 845C 잉크젯 프린터의 액체 잉크 카트리지

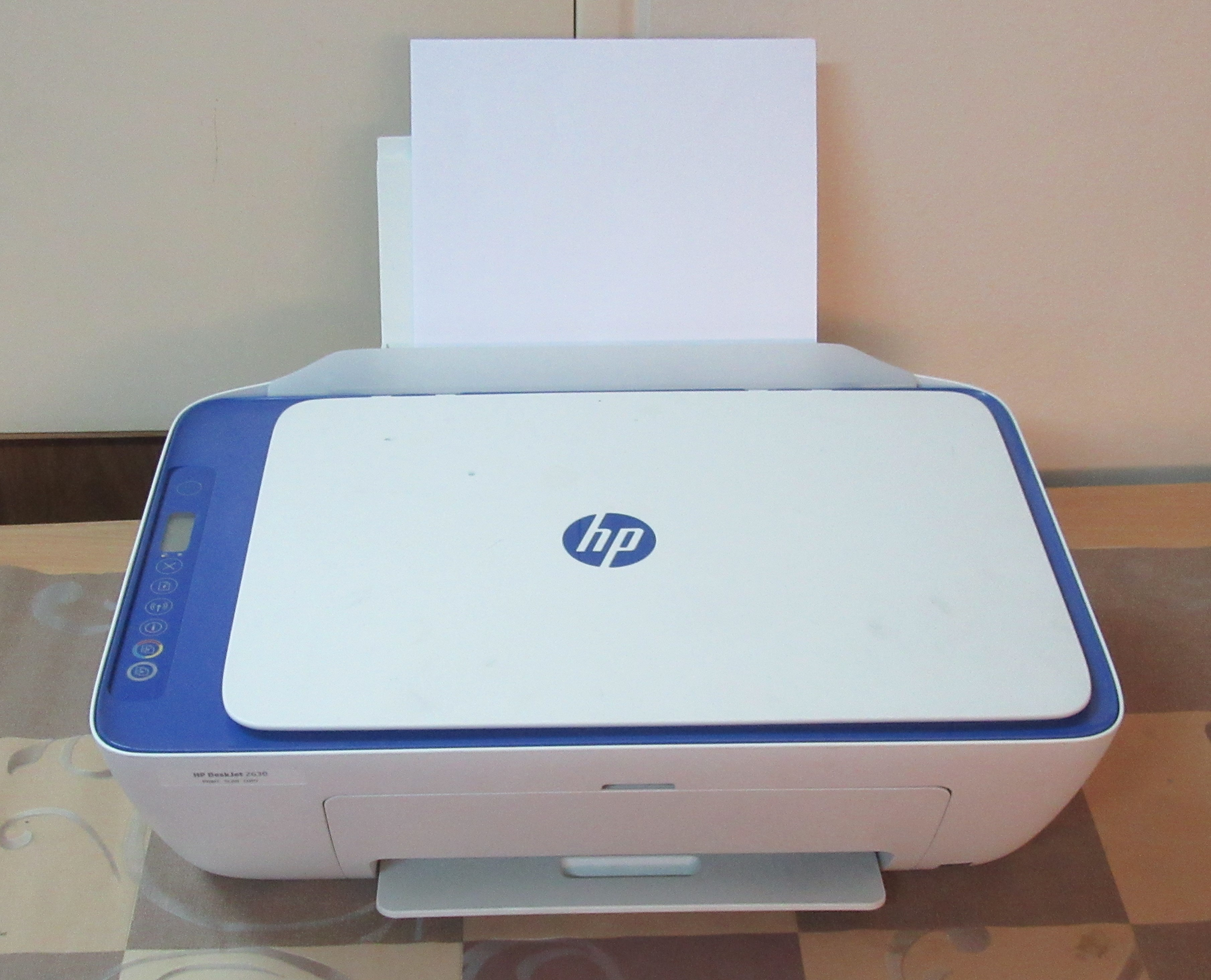
휴렛 팩커드 데스크젯, 잉크젯 프린터

잉크젯 프린터는 다양한 크기의 액체 잉크 방울을 거의 모든 크기의 페이지에 분사하여 작동한다. 이들은 소비자가 사용하는 가장 일반적인 유형의 컴퓨터 프린터이다.

#### 고체 잉크 프린터
고체 잉크 프린터는 상변화 잉크 또는 핫멜트 잉크 프린터라고도 불리며, 감열 전사 프린터, 그래픽 시트 프린터 또는 3D 프린터의 한 종류이다. 이들은 고체 스틱, 크레용, 진주 또는 과립형 잉크 재료를 사용한다. 일반적인 잉크는 양초 왁스와 유사한 질감의 CMYK 컬러 잉크이며, 녹여서 피에조 크리스탈로 작동하는 인쇄 헤드로 공급된다. 감열 전사 인쇄 헤드는 액체 잉크를 회전하는 오일 코팅 드럼에 분사한다. 그런 다음 용지가 인쇄 드럼 위로 지나가면서 이미지가 즉시 페이지로 전송되거나 전사된다. 고체 잉크 프린터는 컬러 사무실 프린터로 가장 일반적으로 사용되며, 투명 필름 및 기타 비다공성 매체에 인쇄하는 데 탁월하다. 고체 잉크는 상변화 또는 핫멜트 잉크라고도 불리며, 1984년 데이터 제품(Data Products)과 하우텍(Howtek, Inc.)에 의해 처음 사용되었다. 고체 잉크 프린터는 텍스트와 이미지에 탁월한 결과를 낼 수 있다. 일부 고체 잉크 프린터는 3D 모델을 인쇄하도록 발전했으며, 예를 들어 리처드 헬린스키(Richard Helinski)가 설립한 윈드햄, 뉴햄프셔의 비주얼 임팩트 코퍼레이션(Visual Impact Corporation)은 은퇴한 하우텍 직원으로, 그의 3D 특허 US4721635 및 US5136515는 나중에 솔리드스케이프(Solidscape, Inc.)로 명명된 샌더스 프로토타입(Sanders Prototype, Inc.)에 라이선스되었다. 구매 및 운영 비용은 레이저 프린터와 비슷하다. 이 기술의 단점으로는 높은 에너지 소비량과 냉각 상태에서 긴 예열 시간이 있다. 또한 일부 사용자는 결과 인쇄물이 펜 잉크를 튕겨내는 경향이 있어 쓰기가 어렵고, 자동 문서 공급기를 통해 공급하기 어렵다고 불평하지만, 이러한 특성은 나중 모델에서 크게 개선되었다. 이러한 유형의 감열 전사 프린터는 현재 제록스 한 제조업체에서만 생산되며, 제록스 페이저 사무실 프린터 라인의 일부로 제조된다. 이전에는 텍트로닉스에서 고체 잉크 프린터를 제조했지만, 텍트로닉스는 2001년에 인쇄 사업을 제록스에 매각했다.

#### 염료 승화 프린터

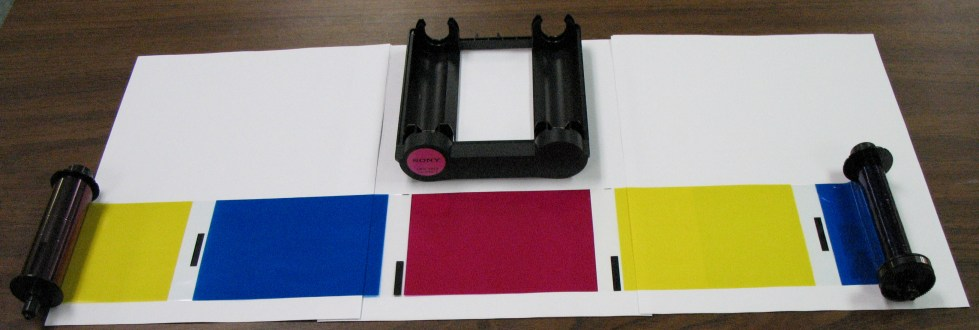
분해된 염료 승화 카트리지

염료 승화 프린터(또는 염료-서브 프린터)는 열을 사용하여 플라스틱 카드, 종이 또는 캔버스와 같은 매체에 염료를 전사하는 인쇄 공정을 사용하는 프린터이다. 이 공정은 일반적으로 컬러 패널이 있는 리본을 사용하여 한 번에 한 가지 색상을 놓는 것이다. 염료-서브 프린터는 주로 컬러 사진을 포함한 고품질 색상 애플리케이션을 위한 것이며, 텍스트에는 덜 적합하다. 한때 고급 인쇄소에서만 사용되었던 염료-승화 프린터는 이제 전용 소비자 사진 프린터로 점점 더 많이 사용되고 있다.

#### 감열 프린터

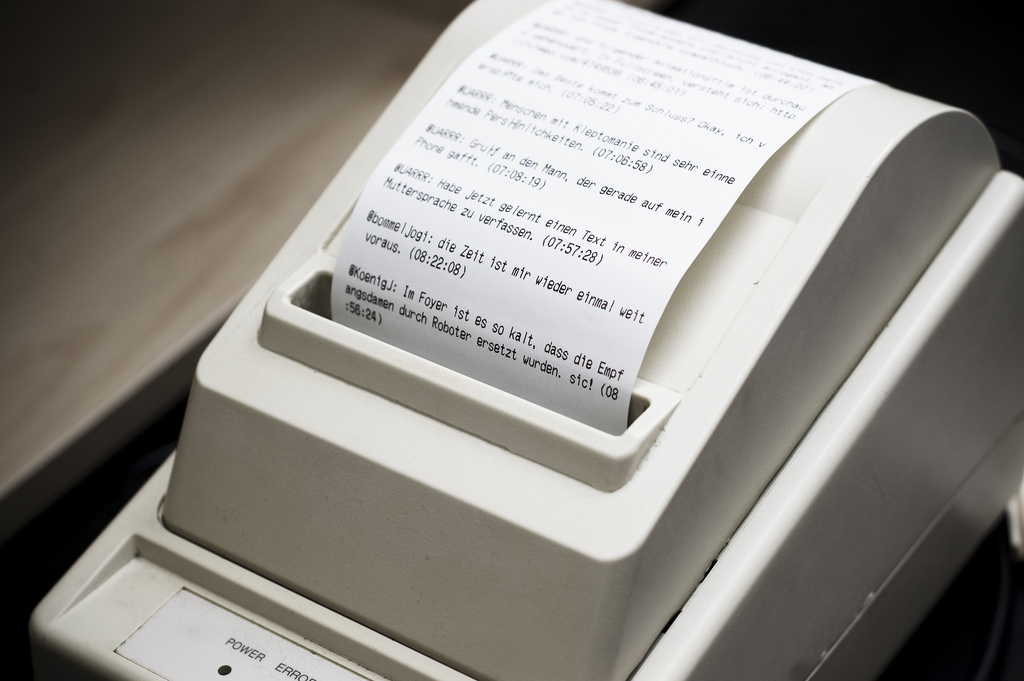
트위터 타임라인을 인쇄하는 영수증 프린터

감열 프린터는 특수 감열 용지의 특정 영역을 선택적으로 가열하여 작동한다. 모노크롬 감열 프린터는 금전등록기, ATM, 주유소 및 일부 구형 저가 팩스 기기에 사용된다. 특수 용지와 다른 온도 및 가열 속도를 사용하여 다른 색상을 얻을 수 있으며, 이러한 유색 시트는 흑백 출력에는 필요하지 않다. 한 예로 징크("zero ink"의 혼성어)가 있다.

### 구형 및 특수 목적 인쇄 기술

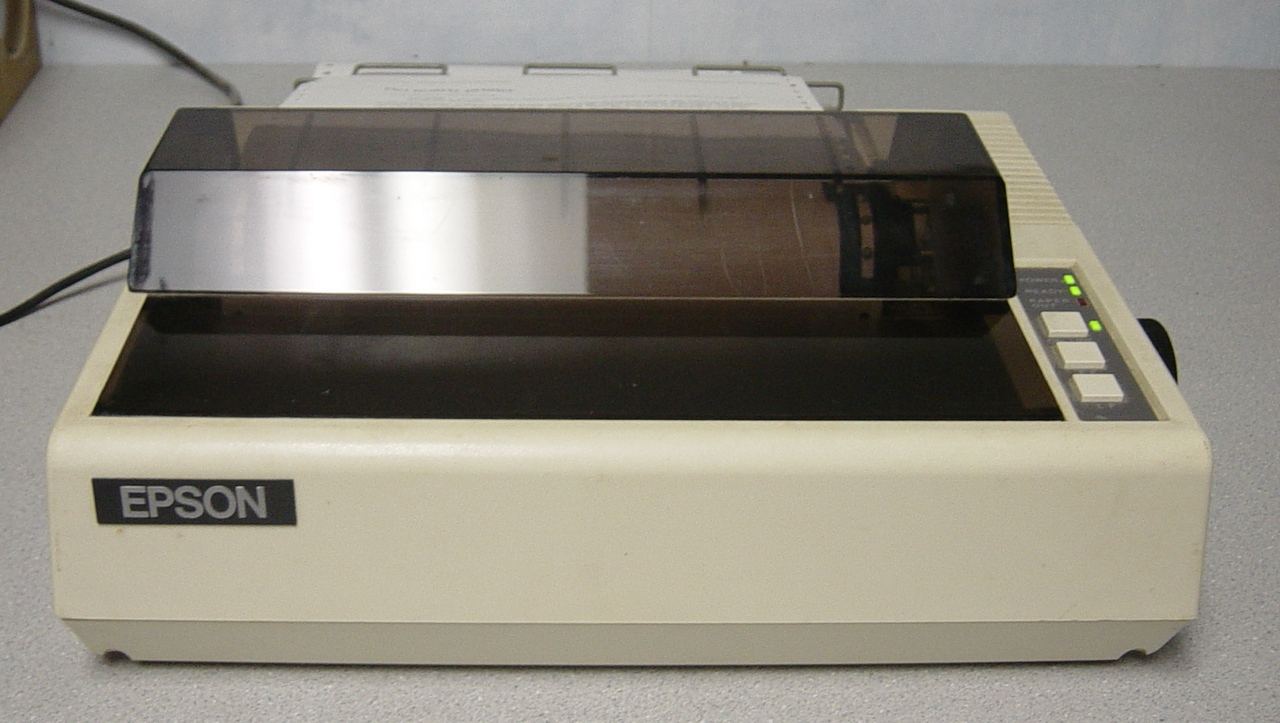
오랜 기간 동안 널리 사용된 도트 매트릭스 프린터의 인기 모델인 엡손 MX-80

다음 기술들은 현재는 구형이거나 특수 용도로 제한되어 있지만, 한때는 널리 사용되었다.

#### 충격식 프린터
충격식 프린터는 잉크를 매체로 전사하기 위해 강제적인 충격에 의존한다. 충격식 프린터는 인쇄 헤드가 잉크 리본 표면을 때려 잉크 리본을 용지에 압착시키거나(정확히 타자기와 유사한 동작), 덜 일반적이지만 용지 뒷면을 때려 용지를 잉크 리본에 압착시키는 방식(IBM 1403 등)을 사용한다. 도트 매트릭스 프린터를 제외한 모든 프린터는 완전하게 형성된 문자, 즉 프린터가 인쇄할 수 있는 각 문자를 나타내는 글꼴을 사용한다. 또한, 대부분의 이러한 프린터는 한 번에 단일 서체로 단색 또는 때로는 두 가지 색상 인쇄로 제한되었지만, 굵게 표시하거나 텍스트에 밑줄을 긋는 것은 "겹쳐찍기", 즉 동일한 문자 위치 또는 약간 오프셋된 위치에 두 개 이상의 인쇄를 통해 수행될 수 있었다. 충격식 프린터 종류에는 타자기 기반 프린터, 전신타자기 기반 프린터, 데이지 휠 프린터, 도트 매트릭스 프린터, 라인 프린터가 포함된다. 도트 매트릭스 프린터는 여러 부분으로 구성된 양식을 인쇄하는 비즈니스에서 여전히 일반적으로 사용된다. 충격식 인쇄에 대한 개요는 사용된 많은 기술에 대한 자세한 설명을 포함하고 있다.

##### 타자기 기반 프린터

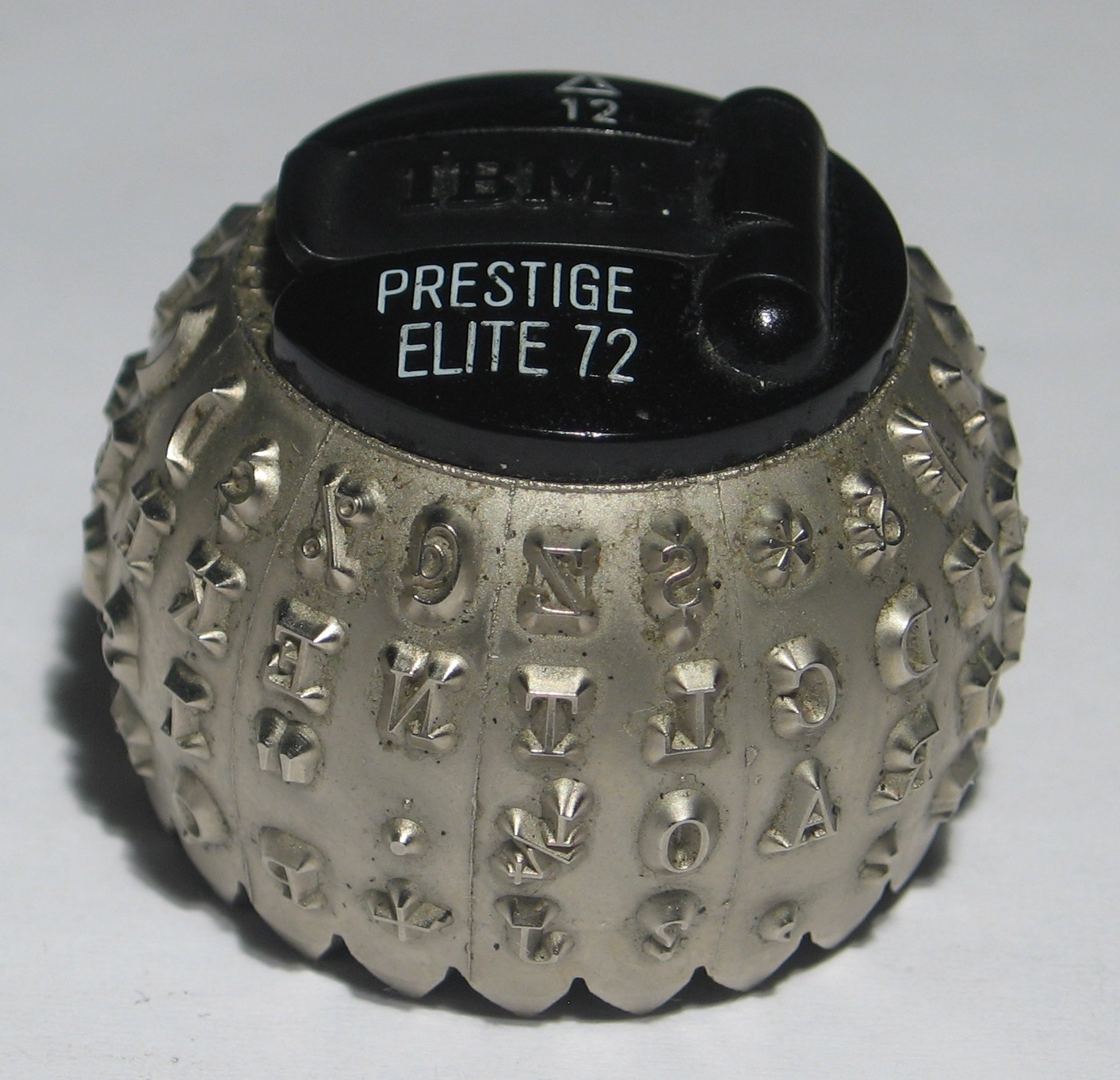
IBM 셀렉트릭 타입 프린터의 타자볼 인쇄 요소

여러 종류의 컴퓨터 프린터는 단순히 기존 전기 타자기의 컴퓨터 제어 가능 버전이었다. 프리덴 플렉소라이터와 IBM 셀렉트릭 기반 프린터가 가장 일반적인 예시였다. 플렉소라이터는 기존의 타입바 메커니즘으로 인쇄했고, 셀렉트릭은 IBM의 유명한 "골프 공" 인쇄 메커니즘을 사용했다. 두 경우 모두, 문자 형태가 리본을 때려 종이에 압착되어 한 번에 한 글자씩 인쇄되었다. 셀렉트릭 프린터(둘 중 더 빠른)의 최대 속도는 초당 15.5 문자였다.

##### 전신타자기 기반 프린터
일반적인 전신타자기는 컴퓨터와 쉽게 연결할 수 있어 IBM이 제조한 컴퓨터를 제외하고 매우 인기가 있었다. 일부 모델은 메커니즘에 의해 X 및 Y 축으로 배치되는 "타입박스"를 사용했으며, 선택된 문자 형태는 해머에 의해 타격되었다. 다른 모델은 셀렉트릭 타자기가 타입볼을 사용한 것과 유사한 방식으로 타입 실린더를 사용했다. 두 경우 모두, 문자 형태는 리본을 때려 문자 형태를 인쇄했다. 대부분의 전신타자기는 초당 10 문자로 작동했지만 일부는 15 CPS를 달성했다.

##### 데이지 휠 프린터

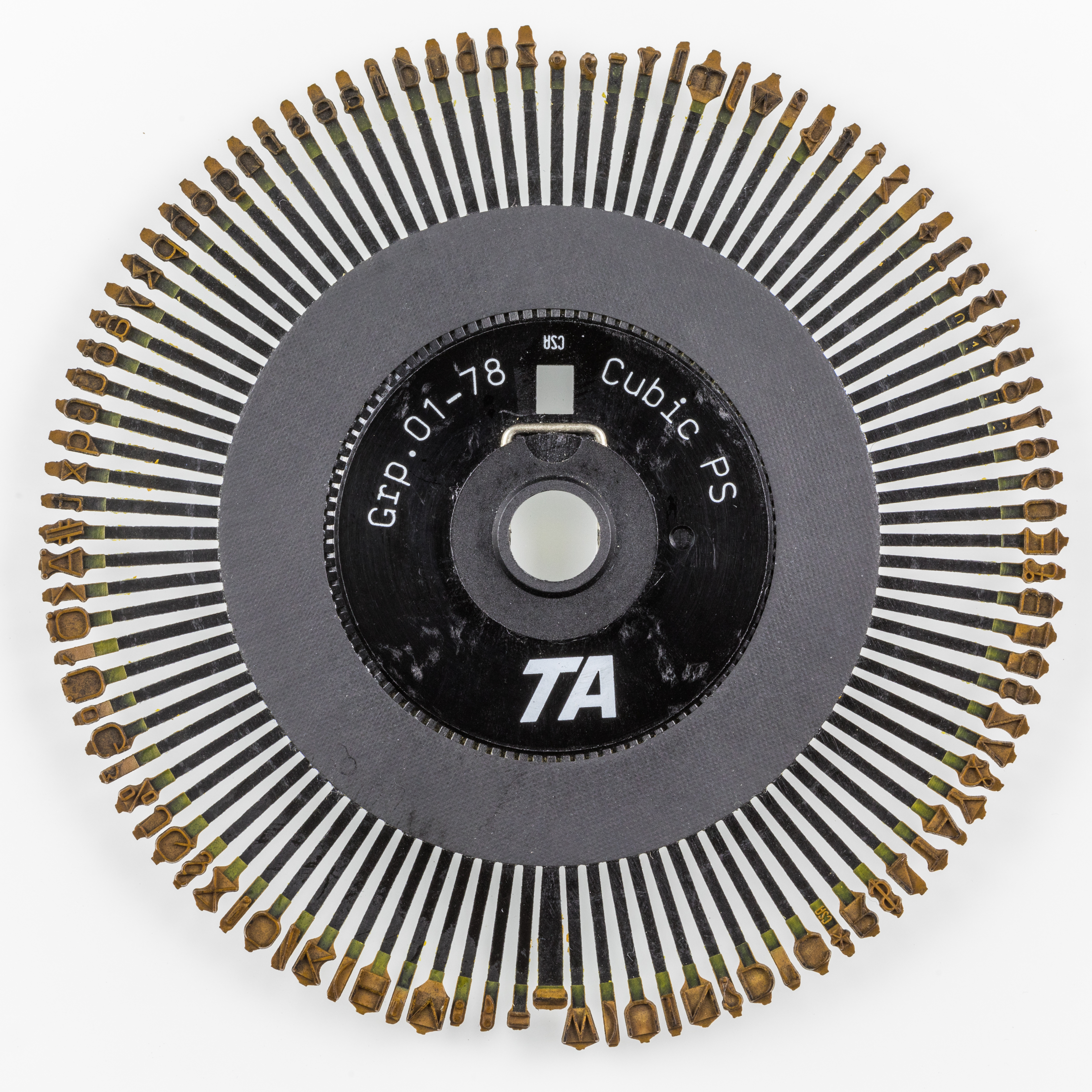
"데이지 휠" 인쇄 요소

데이지 휠 프린터는 타자기와 거의 같은 방식으로 작동한다. 망치가 꽃잎이 달린 바퀴인 "데이지 휠"을 때리고, 각 꽃잎의 끝에는 글자 모양이 있다. 글자 모양은 잉크 리본을 때려 종이에 잉크를 묻혀 글자를 인쇄한다. 데이지 휠을 회전시켜 인쇄할 다른 글자를 선택한다. 이 프린터들은 타자기처럼 선명하고 깔끔한 텍스트를 생산할 수 있었기 때문에 문자 품질 프린터라고도 불렸다. 가장 빠른 문자 품질 프린터는 초당 30자를 인쇄했다.

##### 도트 매트릭스 프린터

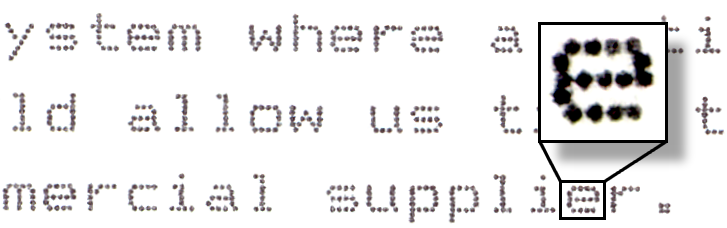
9핀 도트 매트릭스 프린터의 샘플 출력 (세부 사항을 보여주기 위해 확장된 한 문자)

도트 매트릭스 프린터라는 용어는 작은 핀 매트릭스를 사용하여 페이지에 잉크를 전사하는 충격식 프린터에 사용된다. 다른 충격식 프린터에 비해 도트 매트릭스의 장점은 텍스트 외에 그래픽 이미지를 생성할 수 있다는 점이다. 그러나 텍스트는 일반적으로 글꼴(유형)을 사용하는 충격식 프린터보다 품질이 떨어진다.
도트 매트릭스 프린터는 크게 두 가지 주요 종류로 나눌 수 있다:
- 탄도 와이어 프린터
- 저장 에너지 프린터

도트 매트릭스 프린터는 인쇄 헤드의 구성에 따라 문자 기반 또는 라인 기반(즉, 페이지를 가로지르는 단일 수평 픽셀 시리즈)일 수 있다.
1970년대와 80년대에 도트 매트릭스 프린터는 가정 및 소규모 사무실용과 같은 일반적인 용도로 사용되는 가장 일반적인 프린터 유형 중 하나였다. 이러한 프린터는 일반적으로 인쇄 헤드에 9개 또는 24개의 핀이 있었다(초기 7핀 프린터도 있었는데, 디센더를 인쇄하지 못했다). 초기 가정용 컴퓨터 시대에는 코모도어 VIC-1525와 같은 많은 브랜드에서 세이코샤 유니-해머 시스템을 사용하는 다양한 프린터가 제조되었다. 이것은 헤드가 일정한 속도로 움직이는 동안 7개의 수직 픽셀 각 열에 대해 7번 작동되는 경사진 스트라이커가 있는 단일 솔레노이드를 사용했다. 스트라이커의 각도는 헤드가 한 점 간격으로 이동했음에도 불구하고 점들을 수직으로 정렬했다. 수직 점 위치는 종이 뒤에 있는 동기화된 세로로 줄무늬가 있는 플래튼에 의해 제어되었는데, 이 플래튼은 한 픽셀 열을 인쇄하는 데 걸리는 시간 동안 7점 간격으로 수직으로 움직이는 줄무늬와 함께 빠르게 회전했다. 24핀 인쇄 헤드는 더 높은 품질로 인쇄할 수 있었고 추가적인 유형 스타일을 제공하기 시작했으며 일부 공급업체에서는 니어 레터 품질로 판매되었다. 잉크젯 프린터의 가격이 도트 매트릭스 프린터와 경쟁할 정도로 떨어지자 도트 매트릭스 프린터는 일반적인 용도로 인기를 잃기 시작했다.
NEC P6300과 같은 일부 도트 매트릭스 프린터는 컬러 인쇄를 위해 업그레이드할 수 있다. 이는 메커니즘에 장착된 4색 리본(설치 후 표준 검정색 리본 메커니즘을 대체하는 업그레이드 키트 제공)을 사용하여 필요에 따라 리본을 올리고 내림으로써 가능하다. 컬러 그래픽은 일반적으로 표준 해상도로 4회 통과하여 인쇄되므로 인쇄 속도가 상당히 느려진다. 결과적으로 컬러 그래픽은 표준 단색 그래픽보다 최대 4배, 고해상도 모드에서는 최대 8-16배 더 오래 걸릴 수 있다.
도트 매트릭스 프린터는 여전히 금전등록기와 같은 저비용, 저품질 애플리케이션이나 송장 인쇄와 같이 까다롭고 매우 많은 양을 인쇄해야 하는 애플리케이션에서 일반적으로 사용된다. 레이저 프린터와 달리 충격식 인쇄는 인쇄 헤드의 압력을 두 개 이상의 용지 뭉치에 가하여 카본리스 복사용지와 연속 용지를 사용하여 판매 송장 및 신용카드 영수증과 같은 여러 부분으로 된 문서를 인쇄할 수 있다. 또한 힘으로 종이 매트릭스에 새겨진 잉크는 보이지 않게 지우기 어렵기 때문에 보안상의 이점도 있다. 도트 매트릭스 프린터는 20세기 말 이후 영수증 프린터로도 대체되고 있었다.

##### 라인 프린터
라인 프린터는 한 번에 전체 텍스트 줄을 인쇄한다. 네 가지 주요 설계가 존재한다.

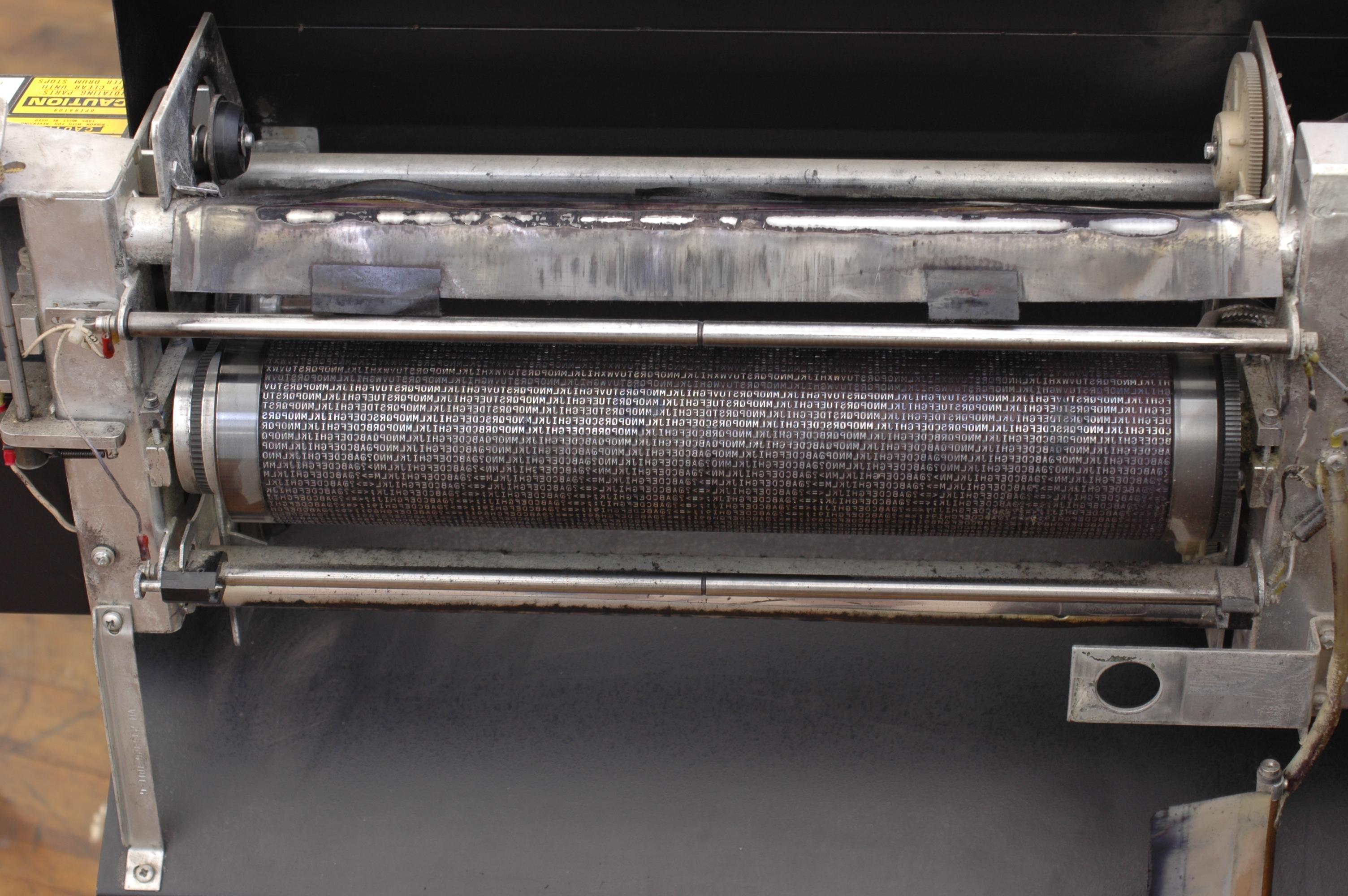
드럼 프린터의 인쇄 드럼

- 드럼 프린터: 수평으로 장착된 회전 드럼이 프린터의 전체 문자 집합을 각 인쇄 가능한 문자 위치에 반복하여 운반한다. IBM 1132 프린터는 드럼 프린터의 예시이다.[16] 드럼 프린터는 계산기 및 기타 숫자 프린터(POS)에서도 발견되며, 10여 개의 문자만 지원하면 되므로 치수가 작다.[17]

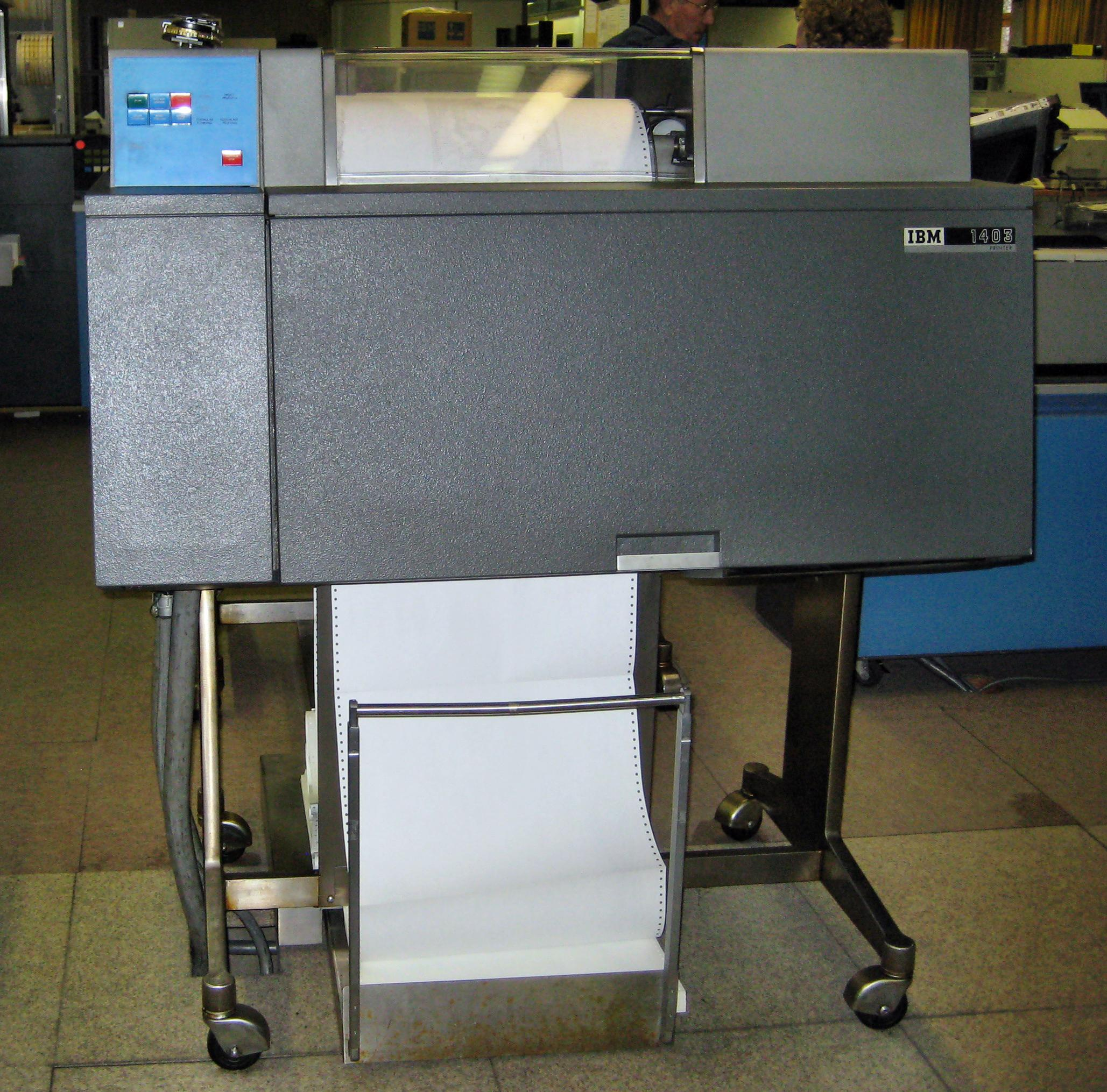
IBM 1403 라인 프린터

- 체인 또는 트레인 프린터: 문자 집합이 연결된 체인 또는 수평으로 인쇄 선을 지나가는 트랙에 있는 문자 슬러그 세트 주위에 여러 번 배열된다. IBM 1403은 아마도 가장 인기 있는 모델이며 체인 및 트레인 변형이 모두 있다. 밴드 프린터는 문자가 유연한 강철 밴드에 양각으로 새겨진 후기 변형이다. DEC(Digital Equipment Corporation)의 LP27은 밴드 프린터이다.
- 바 프린터: 문자 집합이 인쇄 선을 따라 수평으로 움직이는 단단한 바에 부착된 방식, 예를 들어 IBM 1443과 같다.[18]
- 네 번째 디자인은 IBM 402와 같은 매우 초기 프린터에서 주로 사용되었으며, 각 인쇄 가능한 위치마다 독립적인 타입바를 특징으로 한다. 각 바는 인쇄될 문자 집합을 포함한다. 바는 인쇄될 문자를 인쇄 해머 앞에 위치시키기 위해 수직으로 움직인다.[19]

각각의 경우, 한 줄을 인쇄하기 위해 정확하게 시간 조정된 해머가 용지 뒷면을 때리며, 인쇄될 올바른 문자가 용지 앞을 지나가는 정확한 순간에 작동한다. 용지는 리본에 앞으로 눌려지고, 리본은 문자 형태에 눌려 문자 형태의 인상이 용지에 인쇄된다. 각 시스템은 약간의 타이밍 문제가 있을 수 있으며, 이로 인해 결과 인쇄된 문자의 약간의 정렬 불량이 발생할 수 있다. 드럼 또는 타입바 프린터의 경우, 이는 수직 정렬 불량으로 나타났으며, 문자가 나머지 줄보다 약간 위 또는 아래에 인쇄되었다. 체인 또는 바 프린터의 경우, 정렬 불량은 수평으로 나타났으며, 인쇄된 문자가 더 가깝게 또는 더 멀리 떨어져 있었다. 이것은 문자가 줄에서 위아래로 튀는 것처럼 보이는 수직 정렬 불량보다 사람의 눈에 덜 띄었기 때문에 더 높은 품질의 인쇄로 간주되었다.
- 콤 프린터는 라인 매트릭스 프린터라고도 불리며, 다섯 번째 주요 디자인이다. 이 프린터는 도트 매트릭스 인쇄와 라인 인쇄의 하이브리드이다. 이 프린터에서는 해머 콤이 한 번에 픽셀 행의 일부, 예를 들어 8번째 픽셀마다 인쇄한다. 콤을 약간 앞뒤로 움직여서 전체 픽셀 행을 인쇄할 수 있으며, 이 예시를 계속하면 단 8번의 주기만으로 가능하다. 그런 다음 용지가 전진하고 다음 픽셀 행이 인쇄된다. 기존 도트 매트릭스 프린터보다 훨씬 적은 움직임이 관련되어 있기 때문에 이러한 프린터는 도트 매트릭스 프린터에 비해 매우 빠르며, 형성 문자 라인 프린터와 속도 경쟁이 가능하면서도 도트 매트릭스 그래픽을 인쇄할 수 있다. 프린트로닉스 P7000 시리즈 라인 매트릭스 프린터는 현재(2013년 기준)도 제조되고 있다.

라인 프린터는 모든 충격식 프린터 중에서 가장 빠르며 대규모 컴퓨터 센터에서 대량 인쇄에 사용된다. 라인 프린터는 분당 1100줄 이상 인쇄할 수 있으며, 종종 많은 최신 레이저 프린터보다 페이지를 더 빠르게 인쇄한다. 반면에 라인 프린터의 기계 부품은 엄격한 허용 오차로 작동하며 최고 품질의 인쇄를 생산하려면 정기적인 예방 유지보수(PM)가 필요하다. 이들은 개인용 컴퓨터와 함께 거의 사용되지 않으며 현재는 고속 레이저 프린터로 대체되었다. 라인 프린터의 유산은 많은 운영체제에 남아 있으며, 프린터를 나타내기 위해 "lp", "lpr", 또는 "LPT" 약어를 사용한다.

#### 액체 잉크 정전식 프린터
액체 잉크 정전식 프린터는 문서 이미지에 따라 인쇄 헤드에 의해 전하를 띤 화학 코팅된 종이를 사용한다. 종이는 반대 전하를 띤 액체 잉크 풀 근처를 통과한다. 종이의 전하를 띤 영역은 잉크를 끌어당겨 이미지를 형성한다. 이 과정은 정전 복사 과정에서 개발되었다. 색 재현이 매우 정확하며, 가열이 없기 때문에 스케일 왜곡이 ±0.1% 미만이다. (모든 레이저 프린터의 정확도는 ±1%이다.)
전 세계적으로 대부분의 측량 사무실에서는 컬러 잉크젯 플로터가 인기를 얻기 전까지 이 프린터를 사용했다. 액체 잉크 정전식 프린터는 대부분 36 to 54 인치 (910 to 1,370 mm) 너비와 6색 인쇄도 가능했다. 이들은 대형 빌보드를 인쇄하는 데도 사용되었다. 이 프린터는 베르사텍(Versatec)에서 처음 도입되었으며, 나중에 제록스에 인수되었다. 3M도 이러한 프린터를 만들곤 했다.

#### 플로터

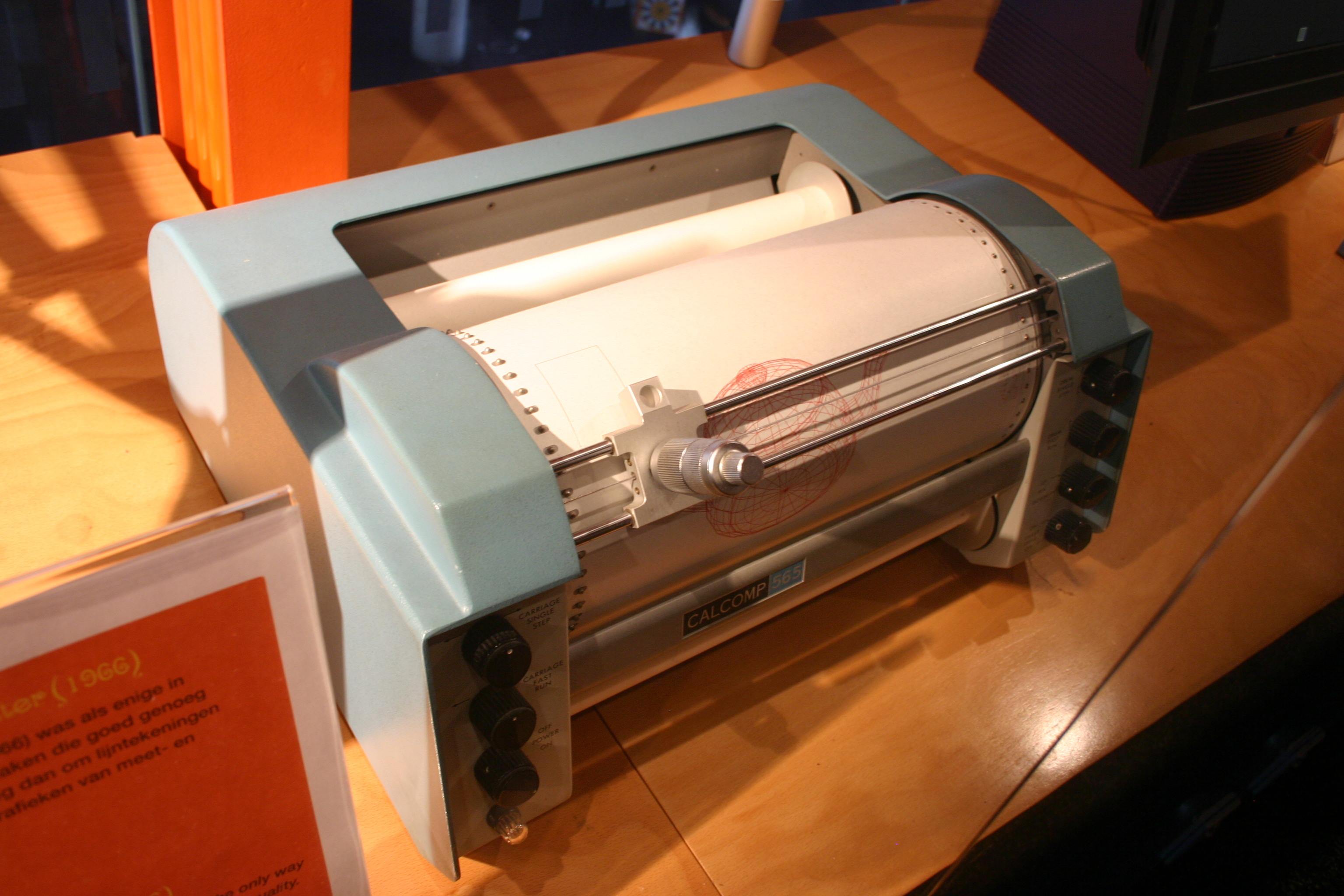
칼컴프 565 드럼 플로터

펜 기반 플로터는 한때 엔지니어링 및 건축 회사에서 흔히 사용되던 대체 인쇄 기술이었다. 펜 기반 플로터는 종이와의 접촉(단, 충격은 아님)과 기계적으로 종이 위에서 움직여 텍스트와 이미지를 생성하는 특수 목적 펜에 의존한다. 펜이 연속적인 선을 출력하므로 도트 매트릭스 기술로는 달성할 수 없었던 더 높은 해상도의 기술 도면을 생산할 수 있었다. 일부 플로터는 롤 공급 용지를 사용하여 한 차원의 출력 크기에 대한 최소한의 제한이 있었다. 이러한 플로터는 상당히 큰 도면을 생성할 수 있었다.

### 기타 프린터

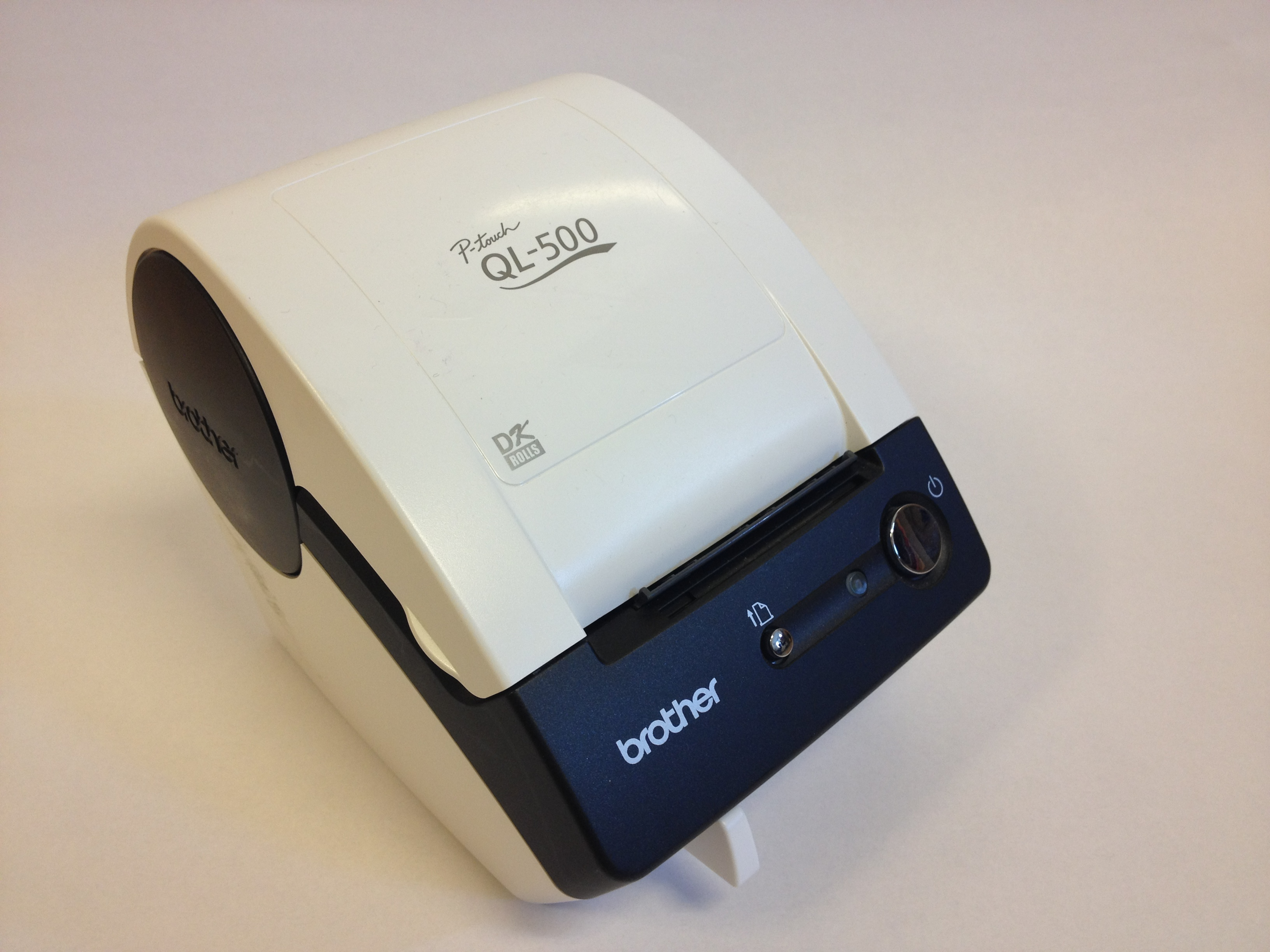
브라더 QL-500 라벨 프린터

역사적 이유 또는 특수 용도로 중요한 다른 여러 종류의 프린터가 있다.
- 디지털 미니랩 (사진 용지)
- 전해질 프린터
- 스파크 프린터
- 바코드 프린터는 감열식 인쇄, 잉크젯 프린터, 레이저 프린터 등 여러 기술을 포함하여 바코드를 인쇄한다.
- 라벨 프린터
- 와이드 포맷 프린터
- 빌보드 / 사인 페인트 스프레이 프린터
- 레이저 에칭 (제품 포장) 산업용 프린터
- 마이크로스피어 (특수 종이)

## 속성

### 연결성
프린터는 여러 가지 방법으로 컴퓨터에 연결할 수 있다. USB와 같은 전용 데이터 케이블을 통해 직접 연결하거나, 블루투스와 같은 단거리 라디오를 통해 연결하거나, 이더넷과 같은 케이블 또는 와이파이와 같은 라디오를 사용하여 근거리 통신망을 통해 연결하거나, 메모리 카드 또는 기타 휴대용 데이터 저장 장치를 사용하여 컴퓨터 없이 독립적으로 연결할 수 있다.

### 프린터 제어 언어
라인 프린터를 제외한 대부분의 프린터는 다양한 프린터 기능을 제어하기 위해 제어 문자 또는 고유한 문자 시퀀스를 허용한다. 이는 타자기 프린터에서 소문자에서 대문자로 전환하거나 검정색에서 빨간색 리본으로 전환하는 것에서부터 래스터 프린터에서 글꼴을 전환하고 문자 크기와 색상을 변경하는 것에 이르기까지 다양할 수 있다. 초기 프린터 제어는 표준화되지 않았으며, 각 제조업체의 장비는 자체적인 세트를 가졌다. IBM 개인 프린터 데이터 스트림(PPDS)은 도트 매트릭스 프린터에 일반적으로 사용되는 명령 세트가 되었다.
오늘날 대부분의 프린터는 하나 이상의 페이지 기술 언어(PDL)를 지원한다. 더 많은 처리 능력을 가진 레이저 프린터는 종종 휴렛팩커드의 프린터 명령 언어(PCL), 포스트스크립트 또는 XML 용지 규격 변형을 지원한다. 대부분의 잉크젯 장치는 ESC/P와 같은 제조업체 독점 PDL을 지원한다. 모바일 플랫폼의 다양성으로 인해 프린터 워킹 그룹(PWG)의 PWG 래스터와 같은 장치 PDL에 대한 다양한 표준화 노력이 이루어졌다.

### 인쇄 속도
초기 프린터의 속도는 문자 프린터의 경우 분당 문자 수(cpm), 라인 프린터의 경우 분당 라인 수(lpm)로 측정되었다. 현대 프린터는 분당 페이지 수(ppm)로 측정된다. 이러한 측정값은 주로 마케팅 도구로 사용되며 토너 사용량만큼 잘 표준화되어 있지 않다. 일반적으로 분당 페이지 수는 밀도가 높은 사진(특히 컬러 이미지)보다는 일반적으로 훨씬 느리게 인쇄되는 드문 단색 사무실 문서를 의미한다. ppm 단위의 속도는 전 세계 대부분의 국가에서 A4 용지에 적용되며, 북미에서는 약 6% 더 짧은 레터 용지 크기에 적용된다.

### 인쇄 모드
프린터가 수신하는 데이터는 다음과 같을 수 있다:
- 문자열
- 비트맵 이미지
- 벡터 이미지
- PCL 또는 포스트스크립트와 같이 페이지 기술 언어로 작성된 컴퓨터 프로그램

일부 프린터는 네 가지 유형의 데이터를 모두 처리할 수 있지만, 다른 프린터는 그렇지 않다.
- 데이지 휠 프린터와 같은 문자 프린터는 플레인 텍스트 데이터 또는 비교적 간단한 점 플롯만 처리할 수 있다.
- 펜 플로터는 일반적으로 벡터 이미지를 처리한다. 잉크젯 기반 플로터는 네 가지 모두를 적절하게 재현할 수 있다.
- 레이저 프린터 및 잉크젯 프린터와 같은 최신 인쇄 기술은 네 가지 모두를 적절하게 재현할 수 있다. 이는 PCL 또는 포스트스크립트를 지원하는 프린터에 특히 해당되며, 오늘날 생산되는 프린터의 대다수가 이에 해당한다.

오늘날에는 준비된 비트맵 이미지를 프린터로 전송하여 모든 것(심지어 플레인 텍스트)을 인쇄할 수 있다. 이를 통해 특히 다른 공급업체의 기계 간에 서식을 더 잘 제어할 수 있다.

### 흑백, 컬러 및 사진 프린터
단색 프린터는 단일 색상의 음영만을 가진 단색 이미지만을 생성할 수 있다. 대부분의 프린터는 검정(잉크)과 흰색(잉크 없음) 두 가지 색상만 생성할 수 있다. 그러나 하프톤 기술을 사용하면 이러한 프린터도 허용 가능한 회색조 이미지를 생성할 수 있다.
컬러 프린터는 여러 색상의 이미지를 생성할 수 있다. 사진 프린터는 사진 필름으로 인쇄된 인쇄물의 색상 범위와 해상도를 모방하는 이미지를 생성할 수 있는 컬러 프린터이다.

### 페이지 수율
페이지 수율은 토너 카트리지 또는 잉크 카트리지에서 인쇄할 수 있는 페이지 수이다. 카트리지를 다시 채우거나 교체하기 전까지를 말한다.
특정 카트리지로 인쇄되는 실제 페이지 수는 여러 요인에 따라 달라진다.
공정한 비교를 위해 많은 레이저 프린터 제조업체는 ISO/IEC 19752 프로세스를 사용하여 토너 카트리지 수율을 측정한다.

### 경제성
상대적으로 작은 잉크 카트리지가 있는 프린터와 더 크고 비싼 토너 카트리지가 있는 프린터(일반적으로 더 많은 토너를 담고 더 많은 페이지를 인쇄할 수 있음)의 운영 비용을 공정하게 비교하기 위해 많은 사람들이 페이지당 비용(CPP)으로 운영 비용을 추정하는 것을 선호한다.
소매업체는 종종 “면도기와 면도날” 모델을 적용한다. 즉, 회사는 프린터를 원가에 판매하고 잉크 카트리지, 종이 또는 기타 교체 부품으로 이익을 얻을 수 있다. 이로 인해 프린터 제조업체가 아닌 다른 회사가 호환 가능한 잉크 카트리지를 판매할 권리에 대한 법적 분쟁이 발생했다. 이 비즈니스 모델을 보호하기 위해 여러 제조업체는 새로운 카트리지 기술을 개발하고 특허를 내는 데 막대한 투자를 한다.
다른 제조업체들은 이러한 비즈니스 모델 사용으로 인한 어려움에 대응하여 프린터에서 더 많은 돈을 벌고 잉크에서는 덜 벌기로 선택하며, 광고 캠페인을 통해 후자를 홍보한다. 결국, 이는 "저렴한 프린터 – 비싼 잉크" 또는 "비싼 프린터 – 저렴한 잉크"라는 두 가지 명확히 다른 제안을 생성한다. 궁극적으로 소비자 결정은 그들의 기준 이자율 또는 시간선호에 달려 있다. 경제학 관점에서 페이지당 비용과 프린터 비용 사이에는 명확한 트레이드오프가 있다.

### 프린터 스테가노그래피

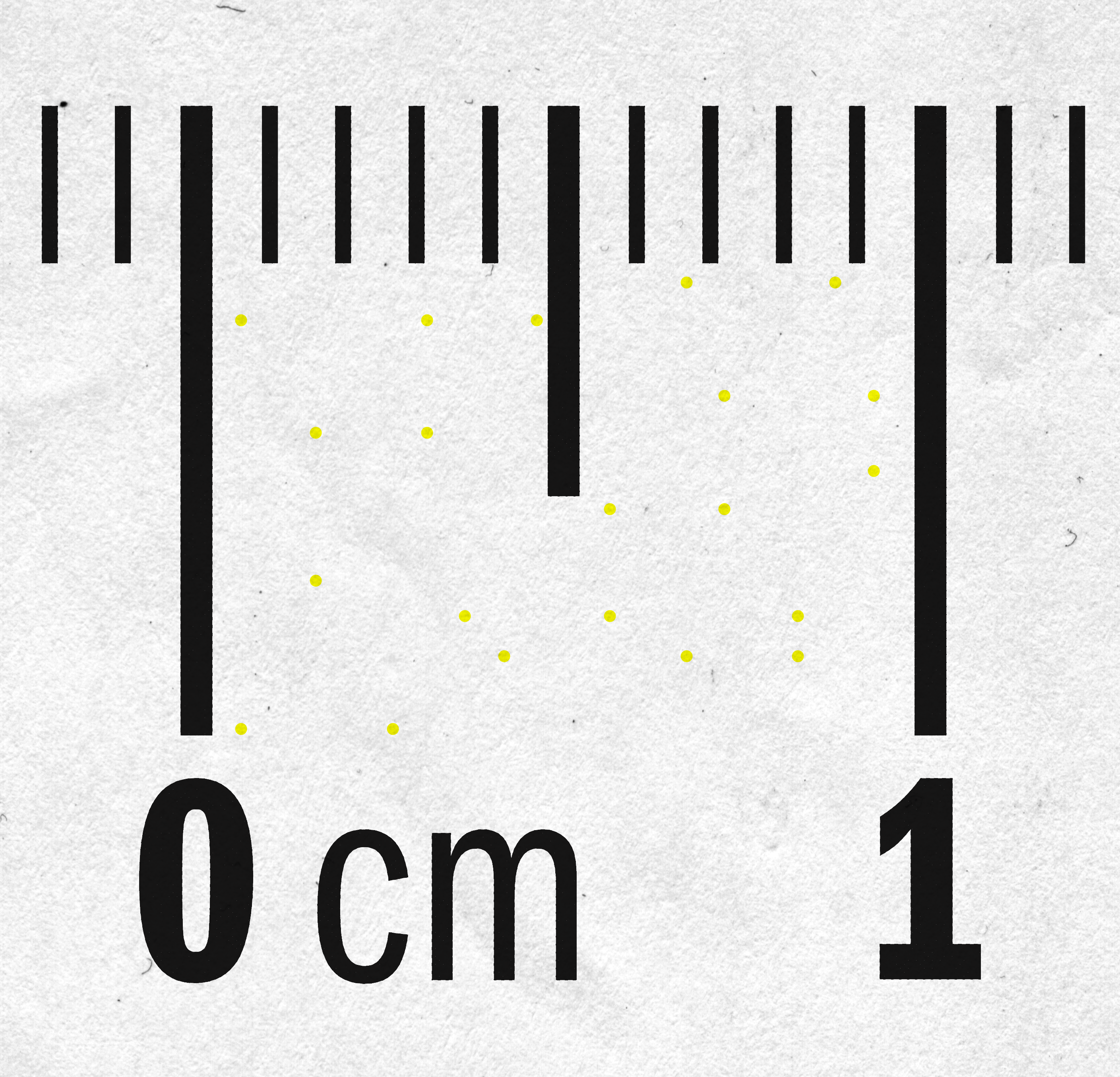
컬러 레이저 프린터에 의해 생성된 흰색 종이 위에 작은 노란색 추적 점을 보여주는 삽화

프린터 스테가노그래피는 스테가노그래피의 한 유형으로, "데이터 내에 데이터를 숨기는 것"이며, 브라더, 캐논, 델, 엡손, HP, IBM, 코니카 미놀타, 교세라, 라니에르, 렉스마크, 리코, 도시바 및 제록스 브랜드 컬러 레이저 프린터에서 각 페이지에 작은 노란색 점이 추가되어 생성된다. 이 점들은 거의 보이지 않으며 인코딩된 프린터 일련 번호뿐만 아니라 날짜 및 시간 스탬프를 포함한다.

## 제조사 및 시장 점유율
2020-2021년 기준 전 세계 프린터 공급업체 중 가장 큰 기업은 휴렛팩커드이며, 그 다음으로 캐논, 브라더, 세이코 엡손, 교세라 순이다. 기타 알려진 공급업체로는 NEC, 리코, 제록스, 렉스마크, 오키, 샤프, 코니카 미놀타, 삼성, 코닥, 델, 도시바, 스타 마이크로닉스, 시티즌 및 파나소닉이 있다.

## 같이 보기
- 인쇄기
- 이미지 스캐너